# プロジェクトマネージャ試験
プロジェクトマネージャ試験（プロジェクトマネージャしけん、Project Manager Examination、略称プロマネ、略号PM）は、情報処理技術者試験の一区分である。試験制度のスキルレベル4（スキルレベルは1～4が設定されている。）に相当し、高度情報処理技術者試験に含まれる。対象者像は「システム開発プロジェクトの責任者として、プロジェクト計画を立案し、必要となる要員や資材を確保し、計画した予算・納期・品質の達成について責任をもってプロジェクトを管理・運営する者」。

## 概要
システム開発計画を円滑に運営する責任者、いわゆる（役割としての）プロジェクトマネージャを対象者とした国家試験である。情報システム開発・運用側に属し、システムアナリスト（ITストラテジスト）の策定したプランを具体的に実行するため、開発プロジェクトの最高責任者としてプロジェクトを組織し、指揮、監督を行う。品質・コスト・納期目標の達成にあたってプロジェクト全体を統率しリーダーシップを発揮する人材とされ、システム開発の要素技術や管理手法、関連法令など幅広い知識が必要になる。そのために実際のシステム開発要員としての経験、すなわち、システムアーキテクト（アプリケーションエンジニア）やテクニカルエンジニア（ネットワークやデータベースといったスペシャリスト）、プロダクションエンジニア（ソフトウェア開発技術者）など、他の高度情報処理技術者として経験を積んでいることが必要とされ、試験もそれらと同等以上の知識・経験を持つ実務経験者を想定している。
プロジェクトマネージャの社会的な需要は高く、ITPro（日経BP）の調査では、「技術職の社員に取らせたいIT資格」として2006年版以降毎年第1位となっており、IT業界の花形資格と言われることも多い。

## 沿革
- 1995年（平成7年）春期より年一回実施、年齢制限は受験する年の4月1日時点で27歳以上、受験に際し業務経歴書（経歴の無い者は「業務経歴なし」と記した書類）の提出を要した。
- 2001年（平成13年）制度改正により秋期に年一回実施、午前の試験時間短縮及び出題数減少、年齢制限と業務経歴書の提出を撤廃、科目免除制度導入。
- 2005年（平成17年）午前の試験時間延長及び出題数増加。
- 2009年（平成21年）制度改正により形式変更。春期に年一回実施に戻す。
  - 他の多くの区分名が変更されたが本試験については改称されなかった。
- 2014年（平成26年）午前II試験の出題対象にセキュリティ分野が追加。午後I試験の出題数が4題から3題に、午後II試験の出題数が3題から2題に減少（選択回答数は変更なし）。
- 2020年（令和2年）新型コロナウイルス感染症（COVID-19）の影響により、2020年4月に予定されていた春期試験が中止となり、10月に「令和2年度10月試験」として秋期試験として実施。翌年以降も、秋期試験に時期を変更して実施。

## 形式
午前I
試験時間50分。四肢択一式（マークシート使用）で30問出題され全問解答。他の高度情報処理技術者試験と共通のスキルレベル3相当の問題が出題される。満点の60%を基準点とし基準点以上で午前I試験通過となる。基準点に達しなかった場合は不合格で、午前II・午後I・午後IIは採点されない。
午前II
試験時間40分。四肢択一式（マークシート使用）で25問出題され全問解答。プロジェクトマネジメント分野（最高スキルレベル4）が中心に出題されるが、システム戦略や法務、情報セキュリティ分野などもスキルレベル3として出題対象である。満点の60%を基準点とし基準点以上で午前II試験通過となる。基準点に達しなかった場合は不合格で、午後I・午後IIは採点されない。
例年、プロジェクトマネジメント分野から15問程度、その他関連領域から10問程度出題される。プロジェクトマネジメントの国際的な標準知識体系であるPMBOK関連の出題が多い。2014年（平成26年）以降は「情報セキュリティ」が出題対象に追加されており、最低1問以上出題されるようになっている。
2020年度（令和2年度）の試験より、「情報セキュリティ」が重点分野となる。ただし他の高度試験の区分と異なり、スキルレベルは3のままである。
| 分類           | 午前Iと午前IIの両方で出題される領域 特に午前IIでは重点分野                                                                                               | 午前Iと午前IIの両方で出題される領域 スキルレベル3 | 午前Iでのみ出題される領域（午前IIでは対象外） スキルレベル3 |
| -------------- | --- | ------------------------------------------------- | --- |
| テクノロジ系   | - 情報セキュリティ：2014年度（平成26年度）より午前IIの出題対象に追加。2020年度（令和2年度）より重点分野に引き上げられる（ただしスキルレベルは3のまま）。 | - システム開発技術 - ソフトウェア開発管理技術     | - 基礎理論（離散数学、応用数学、アルゴリズム、プログラミングなど） - コンピュータシステム（構成要素、ハードウェア、ソフトウェア） - ヒューマン・インタフェース・デバイス、マルチメディア - データベース - コンピュータネットワーク |
| マネジメント系 | - プロジェクトマネジメント（スキルレベル4） | - ITサービスマネジメント                          | - システム監査、内部統制 |
| ストラテジ系   | | - システム企画 - 法務                             | - システム戦略 - 経営戦略、技術戦略、ビジネスインダストリ - 企業活動 |

午後I
試験時間90分。記述式で3題出題され2題を選択して解答。コスト管理や品質管理、リスク管理などプロジェクトマネジメントのあらゆる領域から出題される。基準点以上で午後I試験通過となる。基準点に達しなかった場合は不合格で、午後IIは採点されない。
午後II
試験時間120分。論文課題形式で2題出題され1題を選択して解答。課題について実務体験をもとに概ね2,000～3,000文字程度で論述する。A,B,C,Dのランクで採点され、Aランクで最終的に合格となる。Aランク以外の場合は不合格。
科目免除
下記の試験に合格又は基準点を得れば2年間、午前Iの科目免除が受けられる。
- 応用情報技術者試験に合格すること。
- いずれかの高度情報処理技術者試験に合格すること。
- 情報処理安全確保支援士試験に合格すること。
- いずれかの高度情報処理技術者試験の午前Iに基準点以上を得ること。
- 情報処理安全確保支援士試験の午前Iに基準点以上を得ること。

### 参考：2008年度（平成20年度）までの試験
午前
試験時間100分。四肢択一式（マークシート使用）で55問出題され、全問解答。
IRT（項目応答理論）によって、最低200点～最高800点の5点刻みで採点され、600点以上で合格（午前試験通過）である。
- 当初から平成12年（2000年）までは、試験時間150分、80問出題。
- 平成13年（2001年）から平成16年（2004年）までは、試験時間90分、50問出題。

- 平成13年（2001年）から、アプリケーションエンジニア試験やシステムアナリスト試験との共通問題となる。
- 平成13年（2001年）より、ソフトウェア開発技術者試験、アプリケーションエンジニア試験、システムアナリスト試験のいずれかに合格すればその年の初めから2年間、午前の科目免除が受けられた。

午後I
試験時間90分。記述の中規模の問題が4問出題され3問を選択し解答。
素点採点で、最低200点～最高800点の5点刻みで採点され、600点以上で合格（午後I試験通過）である。ただし、午前試験が600点に満たなかった者は採点されない。
午後II
試験時間120分。3題出題され1題を選択し解答。業務経験を踏まえて小論文（2400字以上4000字以下）を書く。
採点はA,B,C,Dの4段階で評価され、Aのみ最終的に合格となる。ただし、午後I試験が600点に満たなかった者は採点されない。

## 合格者の特典
- 合格又は午前Iに基準点以上を得れば2年間、他の高度情報処理技術者試験及び情報処理安全確保支援士試験の午前Iの科目免除が受けられる。
  - 従前の試験の合格者は、合格の年の初めから2年間、平成13年（2001年）からはシステムアナリスト試験、アプリケーションエンジニア試験の午前の科目免除が、平成21年（2009年）からは高度情報処理技術者試験の午前Iの科目免除が受けられた。
- 科目免除又は任用資格
  - 弁理士試験の科目免除（理工V・情報）
  - 中小企業診断士試験の科目免除（経営情報システム）
  - 技術士試験（情報工学部門）の科目免除（第一次試験専門科目）[4]
  - ITコーディネータ（ITC）試験の科目免除
  - 技術陸曹・海曹・空曹及び予備自衛官補（技能公募）の任用資格
  - 警視庁特別捜査官の4級職（警部補）のサイバー犯罪捜査官の任用資格
  - 国家公務員中央省庁の6級職および5級職（課長補佐）および4級職（係長）等の任用資格
  - 国家公務員地方管区の5級職および4級職（課長補佐）等の任用資格
  - 国家公務員都道府県の5級職（課長）および4級職（係長）等の任用資格
- 大手メーカーや情報サービス業、金融機関など、報奨一時金、昇格・昇給、採用条件の基準としている企業が多い。また、省庁・官庁での職位任用・階級評価試験としても利用されており、公認会計士試験、税理士試験などと並び最難関の試験として評価されている。

## その他
- IT人材育成センター国家資格・試験部の統計資料による累計値

| 区分                   | 区分                   | 受験者数（人） | 合格者数（人） | 合格率（%） |
| ---------------------- | ---------------------- | -------------- | -------------- | ----------- |
| プロジェクトマネージャ | 1994年度秋期～2000年度 | 33,822         | 2,462          | 7.3         |
| プロジェクトマネージャ | 2001年度～2008年度     | 64,638         | 5,901          | 9.1         |